# Coutran

Coutran est un lieu-dit français situé en partie sur la commune de Saint-Martin-des-Champs, dans le département de Seine-et-Marne et la région Île-de-France.

## Les Templiers et les Hospitaliers
L'ancienne commanderie templière de Saint-Martin-des-Champs s'y trouve. Au XIVe siècle, la commanderie de Coutran devint une possession des Hospitaliers, car comme partout ailleurs en France, les biens templiers passèrent à l'ordre de Saint-Jean de Jérusalem au moment de la dissolution de l'ordre du Temple.